# Авані (Каліфорнія)
Авані (англ. Ahwahnee) — переписна місцевість (CDP) в США, в окрузі Мадера штату Каліфорнія. Населення — 2296 осіб (2020).

## Географія
Авані розташоване за координатами 37°21′55″ пн. ш. 119°43′9″ зх. д. / 37.36528° пн. ш. 119.71917° зх. д. (37.365224, -119.719300).  За даними Бюро перепису населення США в 2010 році переписна місцевість мала площу 25,96 км², уся площа — суходіл.

## Демографія
Згідно з переписом 2010 року, у переписній місцевості мешкало 2246 осіб у 898 домогосподарствах у складі 674 родин. Густота населення становила 87 осіб/км².  Було 1030 помешкань (40/км²).
Расовий склад населення:
| - 91,9 % — білих - 1,3 % — корінних американців - 0,7 % — азіатів - 0,3 % — чорних або афроамериканців - 1,7 % — осіб інших рас |

До двох чи більше рас належало 4,1 %. Частка іспаномовних становила 8,7 % від усіх жителів.
За віковим діапазоном населення розподілялося таким чином: 18,7 % — особи молодші 18 років, 56,5 % — особи у віці 18—64 років, 24,8 % — особи у віці 65 років та старші. Медіана віку мешканця становила 49,4 року. На 100 осіб жіночої статі у переписній місцевості припадало 93,8 чоловіків;  на 100 жінок у віці від 18 років та старших — 92,7 чоловіків також старших 18 років.
Середній дохід на одне домашнє господарство  становив 65 243 долари США (медіана — 62 715), а середній дохід на одну сім'ю — 81 949 доларів (медіана — 64 754). За межею бідності перебувало 11,7 % осіб, у тому числі 17,7 % дітей у віці до 18 років та 13,2 % осіб у віці 65 років та старших.
Цивільне працевлаштоване населення становило 534 особи. Основні галузі зайнятості: освіта, охорона здоров'я та соціальна допомога — 22,7 %, публічна адміністрація — 14,8 %, транспорт — 11,8 %.